# Ascogaster caudata
Ascogaster caudata är en stekelart som beskrevs av Szepligeti 1905. Ascogaster caudata ingår i släktet Ascogaster, och familjen bracksteklar. Inga underarter finns listade.